# 中央北路 (南京)

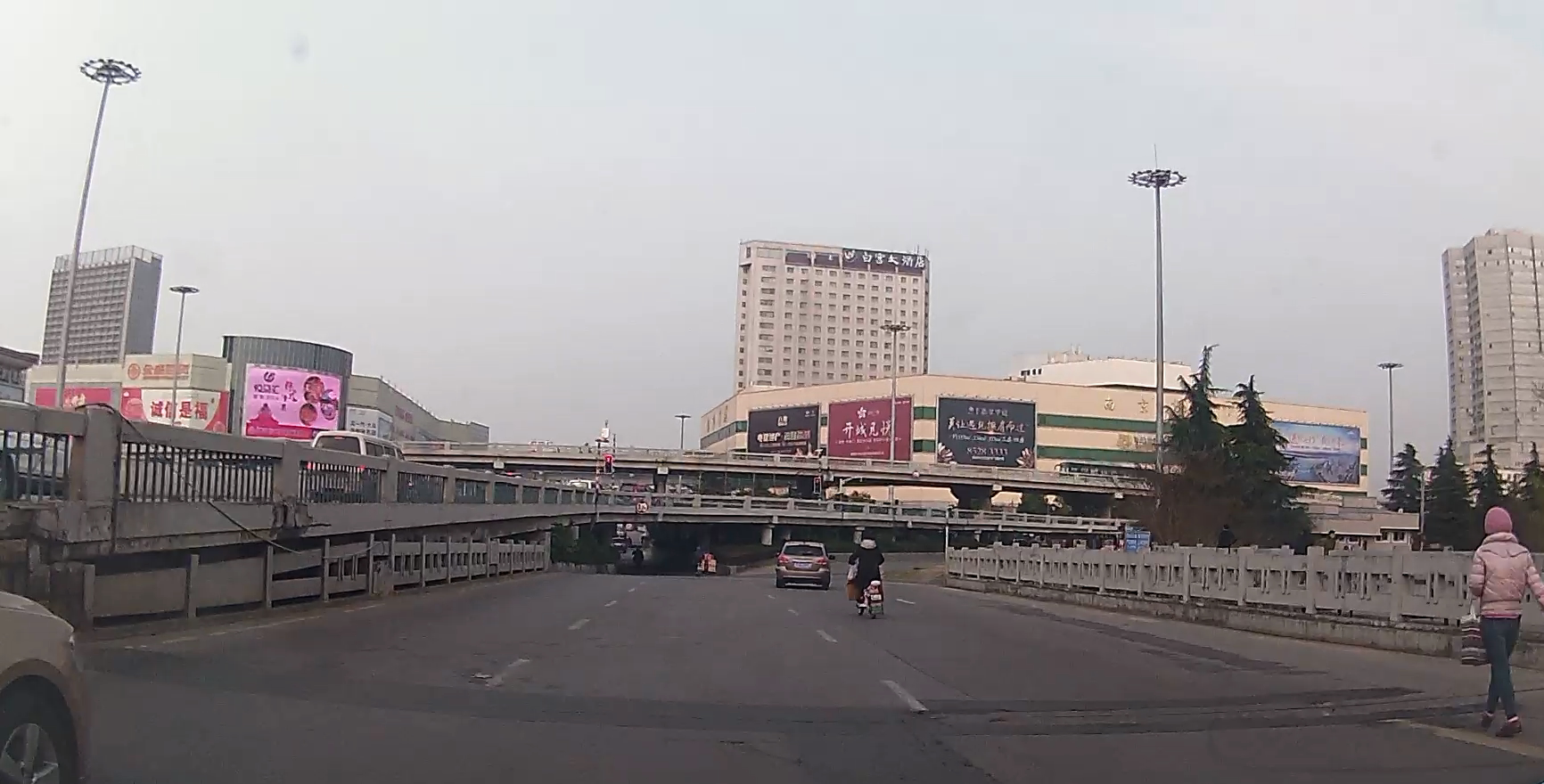
中央门立交桥

中央北路，是中华人民共和国江苏省南京城北主干道之一，南北走向，长约4公里。

## 特点
1996年4月21日，南京市对中央北路进行拓宽改建工程，至年底通车。中央北路南起中央门广场（立交桥）。向西北方向延伸，与建宁路、龙蟠路、中央路相接，北至上元门。

## 景点
中央北路自东南向西北方向途径：
- 中央门立交桥
- 南京商厦
- 南京汽轮电机集团公司
- 五塘广场
- 幕燕风景名胜区